# Custom ROM

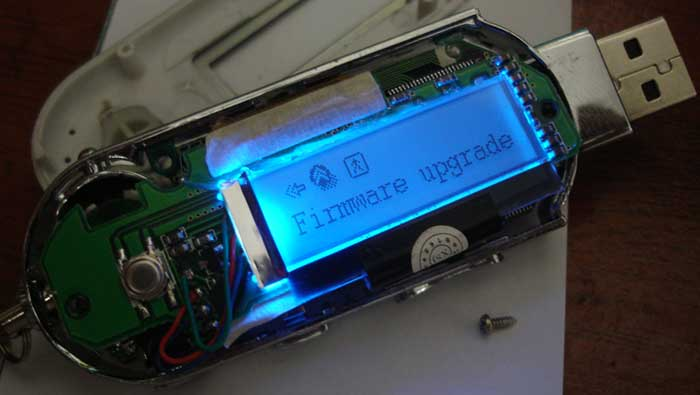
En MP3-spelare som uppdaterar firmware från en ROM som användaren lagt i lagringsminnet. En utvecklare skulle kunna modifiera ROM-filen före uppdateringen för att t.ex. utöka enhetens kompatibilitet med andra uppspelningsformat än vad tillverkaren erbjuder.

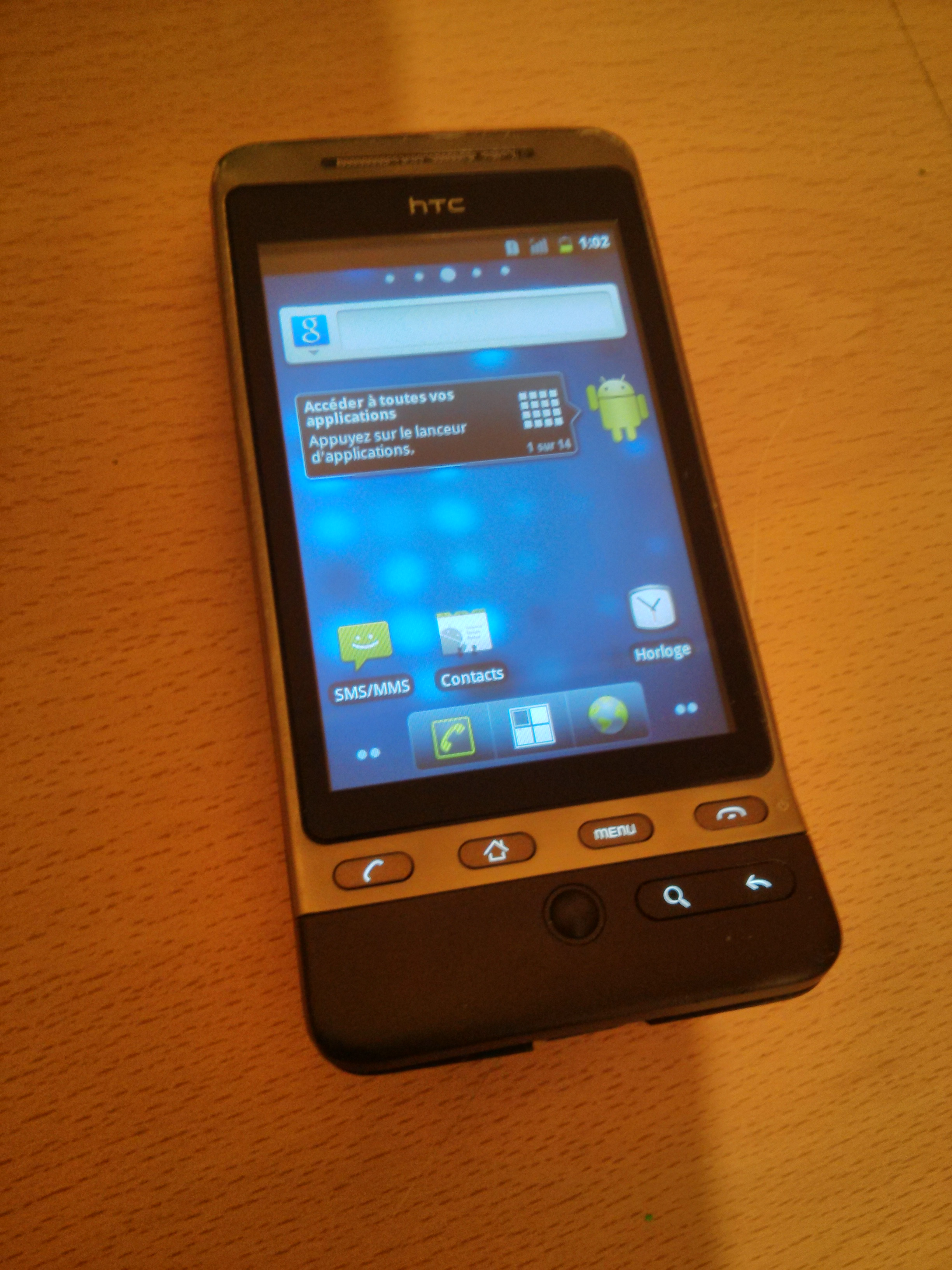
HTC Hero smartphone med en populär Custom Rom kallad CyanogenMod

Custom ROM eller custom firmware är en modifierad version av en elektronisk enhets firmware, exempelvis en leverantörsspecifik eller skräddarsydd variant av ett mobiloperativsystem. Begreppen florerar främst i kategorin mobila enheter som kör operativsystemet Android, men även bland annan elektronik som TV-apparater, routrar och TV-spelskonsoler. Närbesläktade begrepp är firmware hack eller aftermarket firmware version, som avser en inofficiell variant av firmware. En custom ROM baseras på en kopia av programvara och annan data som lagras på enhetens read-only memorychip (ROM), eller på en förgrening av systemets källkod. 
Det finns flertalet communityn som samlar programutvecklare runt om i världen för att tillsammans ta fram skräddarsydda versioner (custom ROM:s) av Android-drivna smartphones och surfplattor. Android anses vara fördelaktigt för entusiastiska program- och ROM-utvecklare på grund av att källkoden går under en typ av upphovsrätt kallad FOSS (Free and open source software), som därmed är fri och har öppen källkod.
Programvaran lagras i ett flashminne som gör det enkelt att uppdatera med custom ROM, istället för att byta ut minnet mot en förprogrammerad komponent. Ingeppet för att ersätta den ordinarie ROM:en med custom ROM kallas att "flasha" (eng. "flash").

## Fördelar med custom ROM
Med en custom ROM kan bloatwares och ej nödvändiga systemapplikationer avlägsnas. Många utvecklare ändrar också utseendet på de grafiska gränssnitten och i vissa fall implementeras även temafunktioner som gör det möjligt för användaren att när som helst välja mellan olika utseenden. Man kan ändra inställningar för processorn med avsikt att förbättra prestandan.

## Nackdelar och risker med custom ROM
Att installera en custom ROM, oavsett plattform, innebär ett risktagande eftersom ingreppet ofta innehåller många steg som kräver mänsklig interaktion. Bootloader är en kod som körs innan operativsystem eller Custom ROM. Detta ingrepp är till för att låsa upp bootloader för att göra det möjligt att använda sig av Custom ROM. Vidare ligger ingreppet oftast inte inom den ursprungliga tillverkarens eventuella återställningsfunktioner, vilket gör att enheten kan bli obrukbar vid ett felande ingrepp. En enhet som blivit obrukbar på grund av detta kallas "brickad" (från eng. "brick"). Tillverkarens garantivillkor täcker många gånger inte denna typ av självorsakade skador.